# Ronald Wenaas
Ronald Wenaas (Molde, 25 luglio 1968) è un ex calciatore norvegese, di ruolo centrocampista.

## Carriera

### Club
Wenaas cominciò la carriera con la maglia del Rival. Nel 1987 passò al Molde, per cui debuttò nella 1. divisjon il 16 maggio 1988, sostituendo Torbjørn Evensen nel successo per 1-4 sul Brann. Il 24 luglio segnò la prima rete, nella vittoria per 6-2 sul Bryne.
Nel 1991 si trasferì al Kristiansund, per firmare poi per lo Strindheim l'anno seguente. Tornò al Molde nel 1995 e vi restò per tre stagioni; nel 1998 si accordò ancora con lo Strindheim, dove chiuse la carriera nel 2001.